# Vriesea chapadensis
Vriesea chapadensis är en gräsväxtart som beskrevs av Elton Martinez Carvalho Leme. Vriesea chapadensis ingår i släktet Vriesea och familjen Bromeliaceae. Inga underarter finns listade i Catalogue of Life.